# Bjorn Gvozdeni
Bjorn Gvozdeni (staronordijski: Bjorn Jarnsiða, islandski: Bjorn Jarnsiða, švedski: Bjorn Jarnsida, danski: Bjørn Jernside; srednjovekovni latinski: Bier Costae ferreae) bio je legendarni nordijski vikinški vođa i skandinavski kralj. Prema skandinavskim spisima iz 12. i 13. veka, bio je sin ozloglašenog vikinškog kralja Ragnara Lodbroka i sam legendarni kralj Švedske. Živeo je u 9. veku, a zasigurno se zna da je vladao između 855. i 858. Bjorn Gvozdeni smatra se prvim vladarom švedske dinastije Munse. Početkom 18. veka antikvari su humku na ostrvu Munse zvali humkom Bjorna Gvozdenog.
Srednjovekovni izvori pominju potencijalne sinove i unuke Bjorna — Erika Bjornsona i Bjorna iz Haugija. Njegovi muški potomci navodno su vladali Švedskom sve do 1060.